# George Fiske
George Fiske (* 22. Oktober 1835 in Amherst, New Hampshire; † 21. Oktober 1918 im Yosemite-Nationalpark, Kalifornien) war ein US-amerikanischer Landschaftsfotograf. Ab 1879 lebte und fotografierte er fast vierzig Jahre lang im Yosemite-Tal. Ein Großteil seines fotografischen Werks ist verloren gegangen.

## Leben
Fiske entstammte einer bäuerlichen Familie aus Neuengland. In jungen Jahren bereits ging er nach Kalifornien und ließ sich in San Francisco nieder. Dort machte er zunächst eine Ausbildung als Bankangestellter, bevor er sich der Fotografie widmete. Er fertigte Aufnahmen für die Firma von Thomas Houseworth an. Angeblich soll er als Assistent für Charles Leander Weed (1824–1903) gearbeitet haben, den Fotografen, der 1859 die ersten bekannten Aufnahmen im Yosemite-Tal machte. Auch Carleton Watkins (1829–1916) soll Fiske begleitet haben, als dieser in den 1860er-Jahren dort fotografierte.

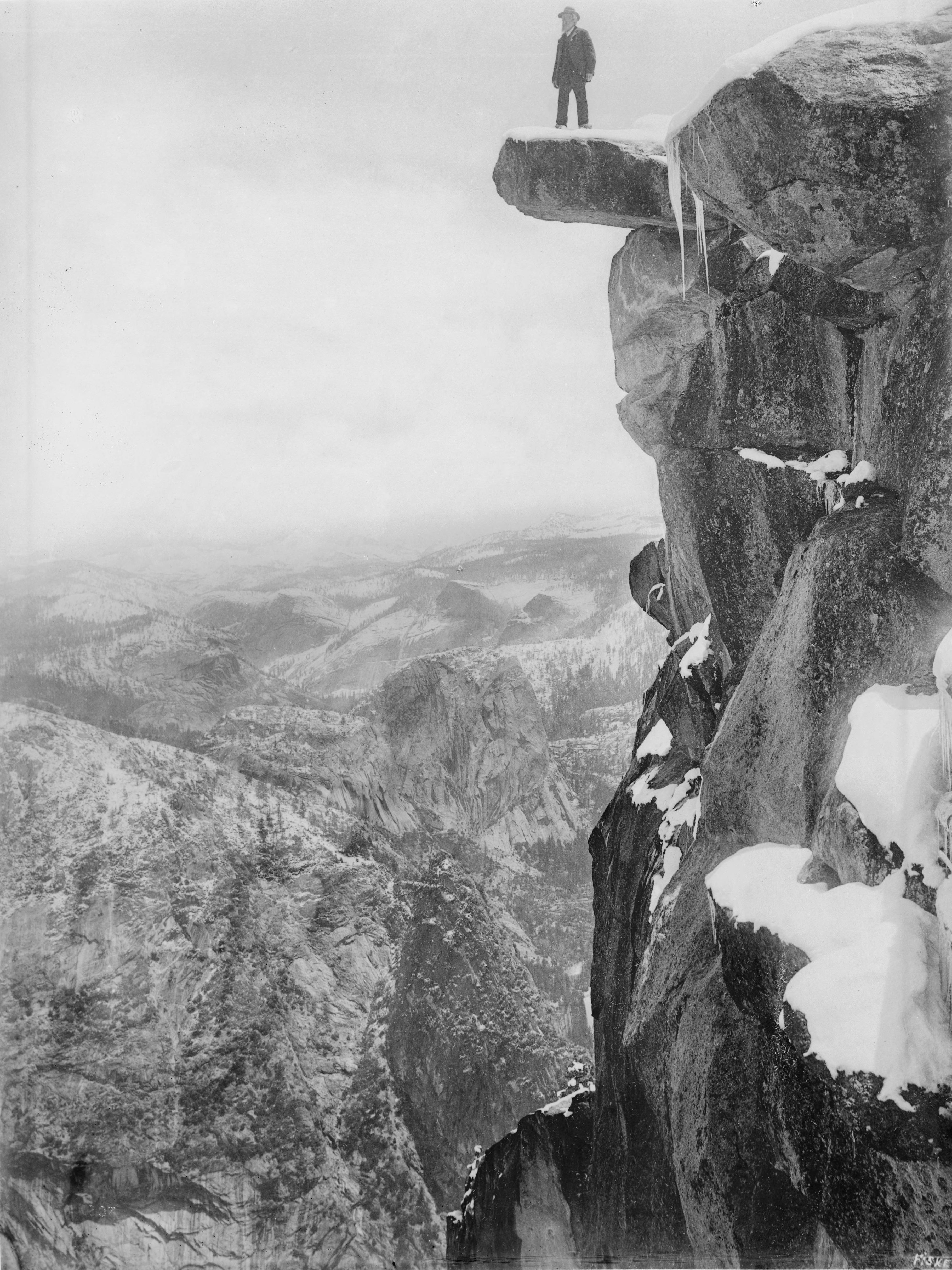
Overhanging Rock, Glacier Point, Foto von George Fiske; abgebildet ist Galen Clark

Im Jahr 1879 zog Fiske zusammen mit seiner Frau in das inzwischen vom Staat Kalifornien als Naturschutzgebiet ausgewiesene Yosemite-Tal. In den folgenden Jahrzehnten lebte er ganzjährig dort, auch nach der Umwandlung in einen Nationalpark im Jahr 1890. Im Unterschied zu anderen Fotografen, die sich darauf spezialisierten, Aufnahmen von Besuchern des Parks zu machen, konzentrierte Fiske sich auf die dortigen Naturerscheinungen. Er war der Erste, der die Region im Winter aufnahm, und seine oftmals spektakulären Fotos verkauften sich als Einzelbilder oder in Alben gut, insbesondere in späteren Jahren. Er arbeitete mit Galen Clark zusammen, der die Aufsicht über den Park hatte. In Clarks Buch The Yosemite Valley (1910) finden sich entsprechend viele Aufnahmen, die von Fiske stammen.
Ein Großteil von Fiskes Negativen wurden 1904 bei einem Brand in seiner Wohnhütte, die gleichzeitig als Fotolabor diente, zerstört. Fiske war zu diesem Zeitpunkt fast 70 Jahre alt. Im Rest seines Lebens versuchte er, das Verlorene zu rekonstruieren, indem er die früheren Motive erneut fotografierte, jedoch in besserer Qualität.
Fiskes erste Frau war 1896 gestorben. Er heiratete erneut und verlor seine zweite Frau Anfang 1918. Des Lebens überdrüssig, nahm sich George Fiske wenige Monate später in seiner Hütte im Yosemite-Nationalpark das Leben, einen Tag vor seinem 83. Geburtstag.
In den 1920er-Jahren zogen Fiskes Fotografien die Aufmerksamkeit von Ansel Adams auf sich. Er stellte Abzüge von einigen der großformatigen Negative her und setzte sich dafür ein, dass Fiskes fotografisches Werk in angemessener Form konserviert werde, allerdings erfolglos. Die in der Sägemühle der Yosemite-Parkgesellschaft gelagerten Fotoplatten wurden 1943 bei einem weiteren Brand zerstört.